# Джет (Аватар: Легенда об Аанге)
«Джет» (англ. Jet) — десятый эпизод первого сезона американского мультсериала «Аватар: Легенда об Аанге».

## Сюжет
В лесу Момо попадает в ловушку с другими зверьми. Когда Аанг освобождает его, команда думает, что это ловушки народа Огня, а потому решает покинуть лес из-за того, что в нём теперь не безопасно. Сокка, полагаясь на своё чутьё, предлагает идти пешком, ибо Аппа слишком заметен в воздухе. Однако они все равно натыкаются на лагерь людей Огня. Им на помощь приходит Джет со своими соратниками. После боя они знакомятся. Катара проявляет симпатию к Джету. Он отводит их в своё убежище на дереве. Он рассказывает, что их банда вставляет народу Огня палки в колёса, а Сокка проявляет зависть. Джет рассказывает, что воины народа Огня убили его мать, когда ему было 8 лет.
Вечером за ужином Джет произносит лидерскую речь, которая всех воодушевляет, кроме Сокки. Он говорит, что им пора. Однако Джет просит их остаться для помощи. На следующий день он с Соккой караулит на деревьях. Сокка слышит, что кто-то приближается, и сообщает об этом. Однако это лишь оказывается старик из племени Огня. Сокка отменяет тревогу, но Джет с командой всё равно на него бросаются. Джет собирается его прикончить, но Сокка заступился за старика. Они только забирают его вещи. В убежище Сокка рассказывает Аангу и Катаре об этом происшествии, но они ему не верят. Когда они говорят с Джетом, тот убеждает их в своей правоте, заявляя, что Сокка не упомянул, что старик был из племени Огня. Он также показывает им кинжал с ядом, который был у старика, в доказательство тому, что его подослали убить Джета. Однако Сокка говорит, что никакого ножа не было, и уходит. Джет просит Катару и Аанга наполнить его водохранилище, чтобы помешать людям Огня поджечь лес.
Ночью Сокка слышит, как Джет с товарищами куда-то уходит, и следит за ними. Он узнаёт, что Джет собирается взорвать дамбу, чтобы затопить ближайший город. Его товарищи замечают Сокку и хватают его. После рассвета Джет говорит с ним, но к консенсусу они не приходят. Первый отправляет Смелларби и Пипсквика долго «гулять» с Соккой по лесу, чтобы тот не предупредил своих друзей. Затем Джет говорит с Аватаром и Катарой и обманывает их, говоря, что Сокка извинился перед ним. Он приводит их к гейзерам, чтобы те начали добывать из них воду. Далее Джет отправляется к водохранилищу, предлагая затем встретиться в убежище. Однако Аанг и Катара заканчивают раньше и решают пойти к Джету. Тем временем Сокка сбегает от Пипсквика и Смелларби, заманивая их в лесные ловушки. Аанг и Катара всё же обнаруживают, что Джет хочет взорвать дамбу, чтобы уничтожить город, но Катара не может в это поверить. Аанг собирается полететь к дамбе, но появляется Джет и отбирает летучего змея. Он пытается их переубедить, но больше они не слушают его. Когда Джет проболтался, что Сокка его тоже не послушал, то Катара атакует его. Затем Аанг ведёт с ним битву на деревьях. Когда они падают, Катара замораживает воду и удерживает Джета у дерева. Она называет его психом, сожалея, что верила ему. Он даёт сигнал своим людям, и один из приспешников стреляет в дамбу. Город оказывается затопленным. Однако на Аппе прилетает Сокка и рассказывает, что успел предупредить жителей.  Сначала они ему не поверили, но юношу поддержал тот самый старик, за которого он заступился в лесу, тем самым жители успели уйти из города. Команда Аватара оставляет Джета и улетает на бизоне.

## Отзывы

Динамика оценок IGN к эпизодам 1 сезона мультсериала

Тори Айрленд Мелл из IGN поставил серии оценку 7,2 из 10 и написал, что это «не столько плохой эпизод, сколько скучный и лишённый содержания». Джета рецензент описал как «полностью сбитого с толку и немного невменяемого». Критик отметил, что на него «произвёл сильное впечатление за последние несколько недель Сокка», посчитав, что «его персонаж с каждым новым эпизодом становится всё глубже и логичнее». Мелл добавил, что «из всех персонажей шоу он показал самое большое изменение от неуклюжего дурака до интуитивного лидера». В конце рецензент написал, что «было приятно посмотреть, как Катара надрала задницу [Джету] и показала, на что она способна».
Хайден Чайлдс из The A.V. Club посчитал, что «манипуляция Джета довольно сырая, и кажется маловероятным, что герои на неё попались, по крайней мере, до тех пор, пока вы не вспоминаете, что Аанг — 12-летний ребёнок, который в основном рос в монастыре, а Катара — подросток, выросший в социальной изоляции от своих сверстников». В конце рецензент написал, что его «главная претензия к „Джету“ заключается в том, что сам Джет может быть везде и одновременно». Он пишет: «В преддверии кульминации эпизода Джет: а) с соратником у плотины на рассвете; б) возвращается в убежище, чтобы отвести Аанга и Катару к гейзерам; в) после того, как покинул их, находится достаточно близко к холму, на котором отбирает планёр Аанга и ведёт с ним драку на деревьях. В эпизоде указывается, что эти места не находятся рядом друг с другом, но Джет может каким-то образом оказаться на всех из них за относительно короткое время и всегда в нужном месте в нужное время».
Брентон Стюарт из Comic Book Resources отмечал, что в эпизоде была самая красивая анимация в 1 сезоне.